# Operatie Gunnerside

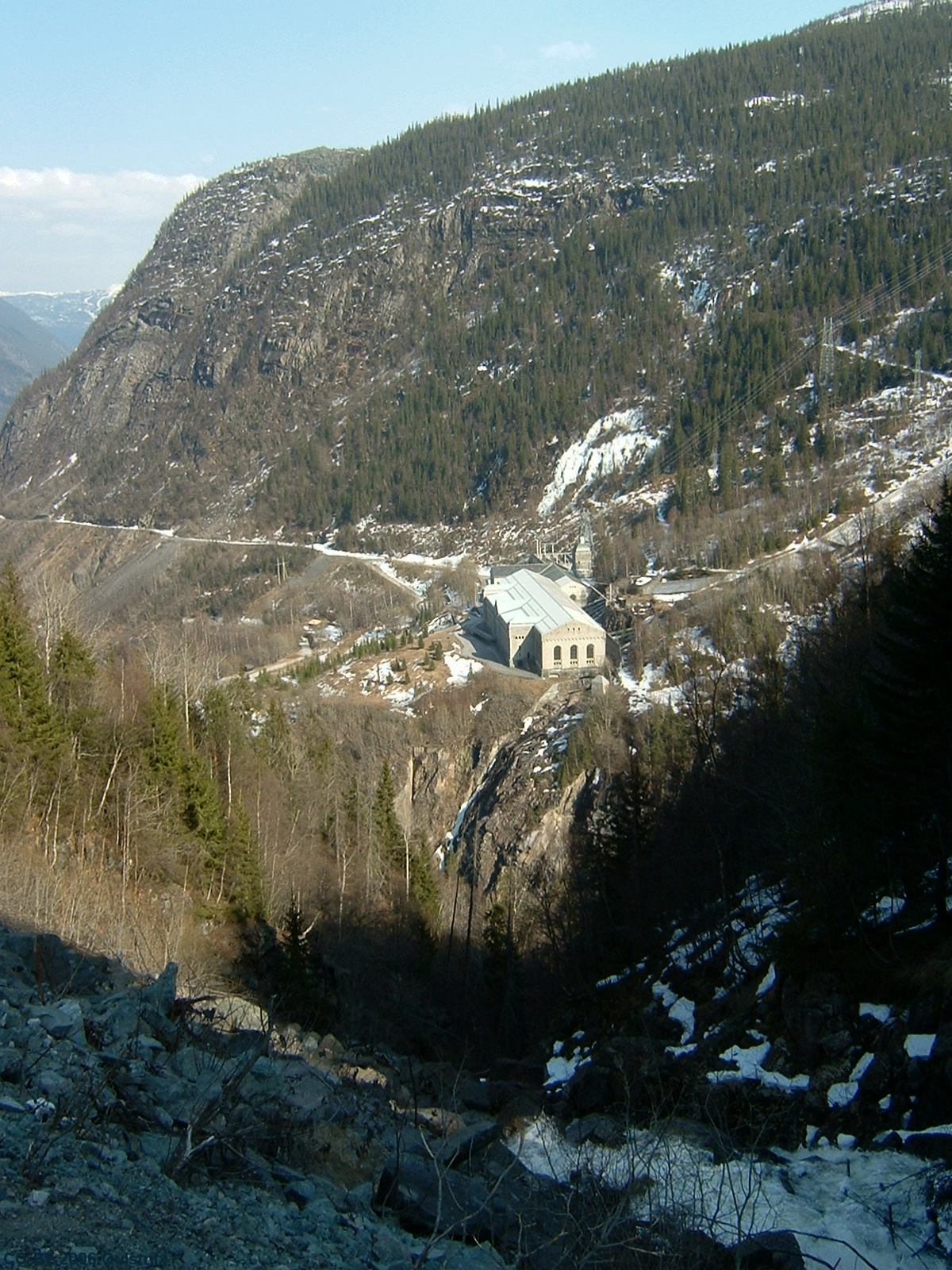
Het Vemork-complex. De steile helling onderaan vormt een natuurlijke vesting.

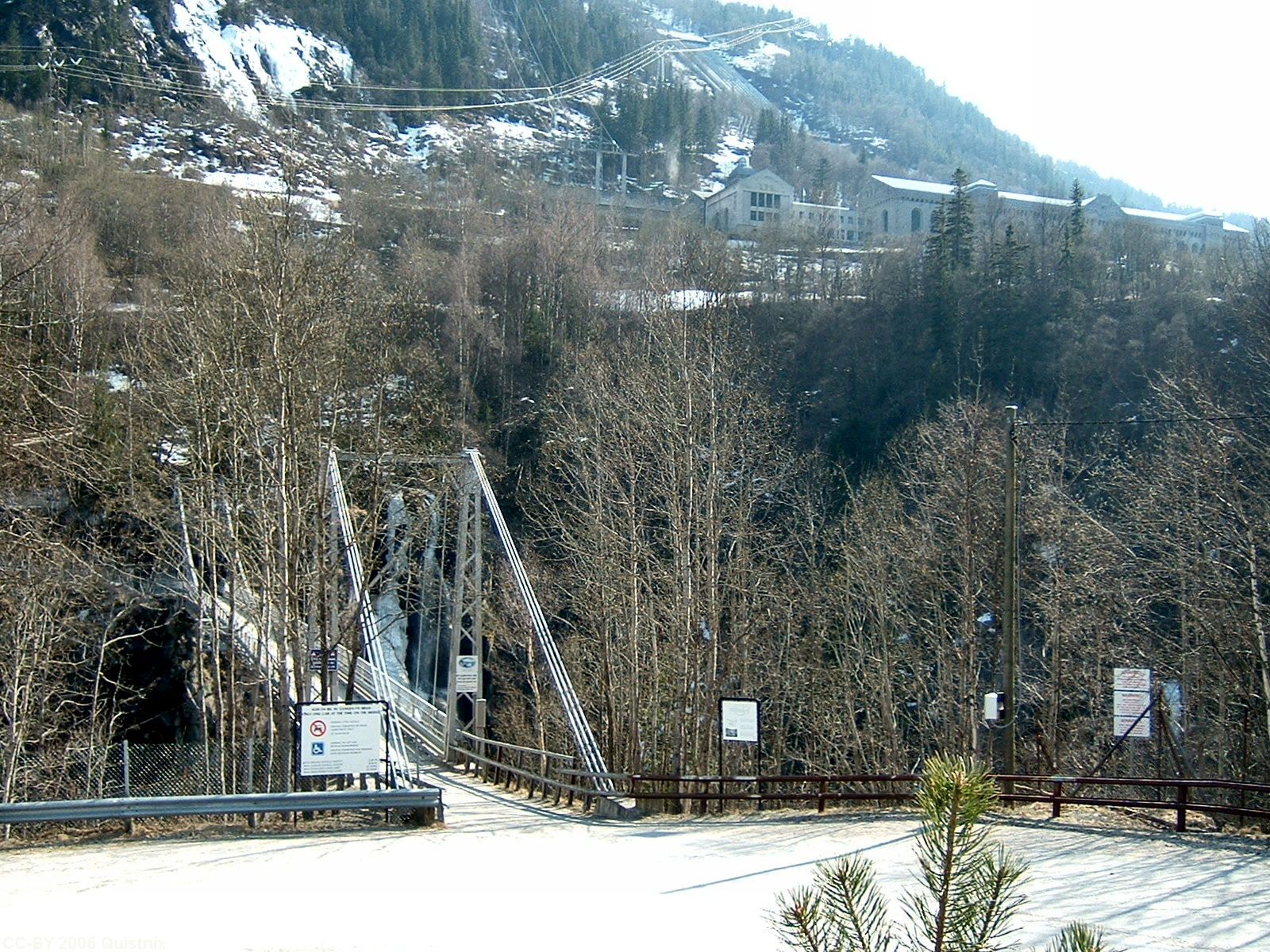
De hangbrug vormde de enige toegang.

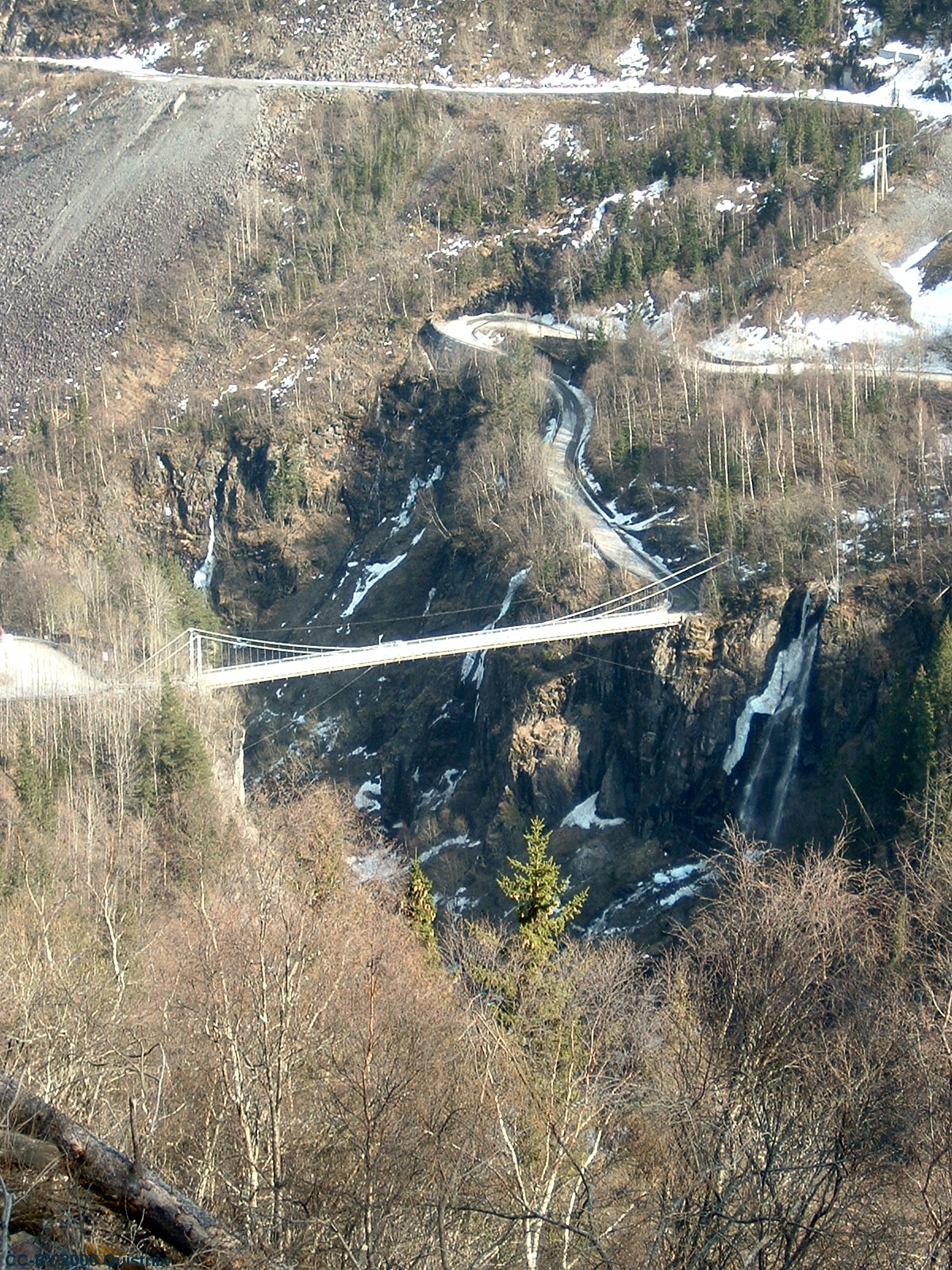
De commando's gingen door het ravijn.

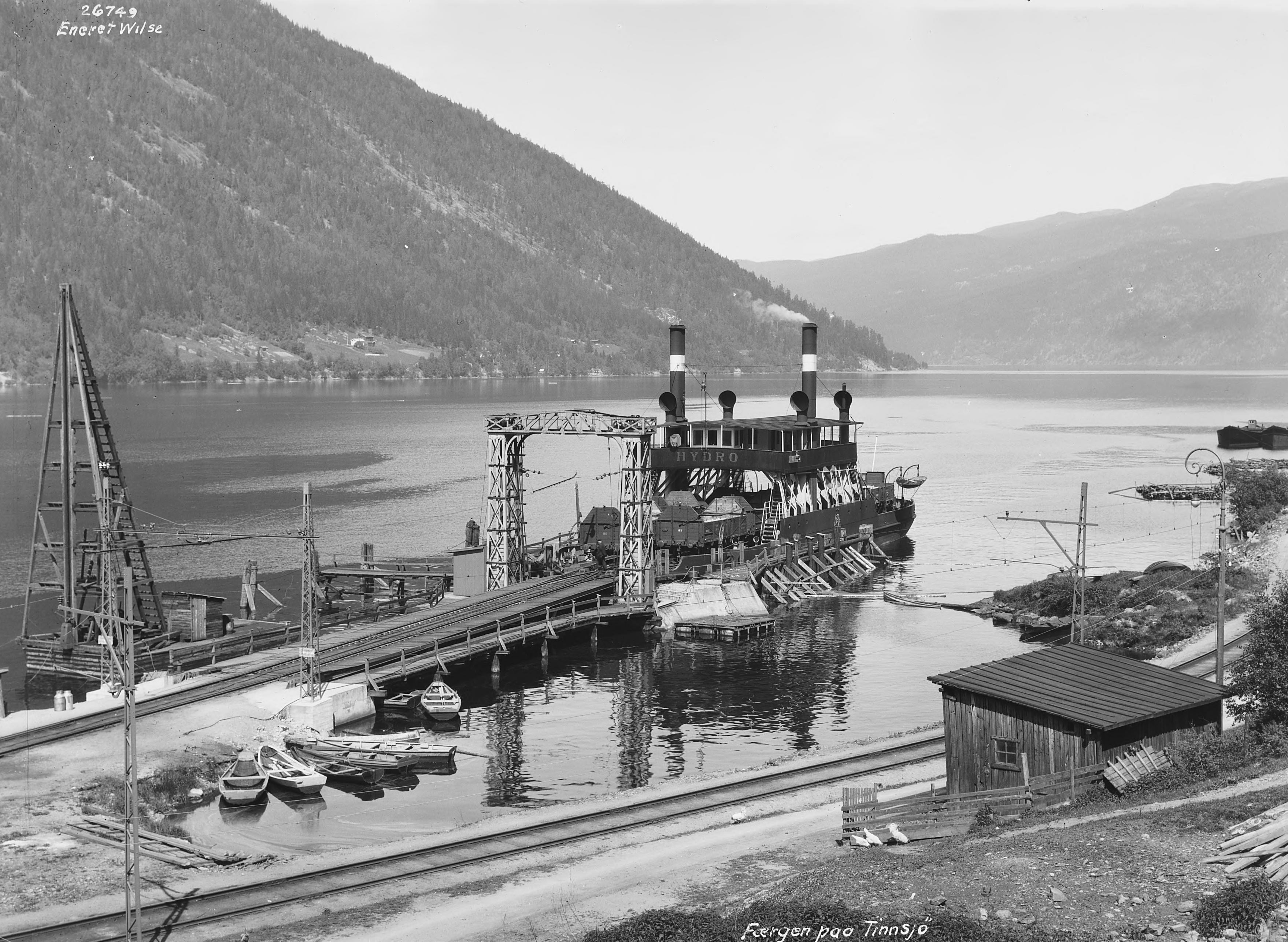
De Hydro aan de aanlegsteiger van Mæl

Operatie Gunnerside was tijdens de Tweede Wereldoorlog het tweede Britse plan om de Vemork zwaar-waterfabriek van Norsk Hydro in Rjukan in Noorwegen te vernietigen via een geheime sabotageaanval uitgevoerd door de Royal Engineer Commando’s. Na de Duitse inval in Noorwegen stond deze fabriek onder controle van de nazi's. In de fabriek werd onder meer zwaar water geproduceerd, wat door de Duitsers noodzakelijk werd geacht voor een kweekreactor voor de productie van plutonium voor de atoombom. De Amerikanen gebruikten grafiet als moderator voor hun kweekreactor, maar de Duitsers waren ten onrechte tot het besluit gekomen dat dit niet kon.

## Inleiding
Na het mislukken van operatie Freshman, waarbij alle leden van het Britse team waren omgekomen, bleven de Amerikanen en Britten vastbesloten om de centrale in Vemork te vernietigen. Een Noorse technicus die bij de fabriek werkte, stond in contact met de SOE en voorzag de Britten van inlichtingen.
De vier Noorse commando's die de verkenningsmissie operatie Grouse hadden uitgevoerd, waren nog steeds in Noorwegen. Zij brachten een helse winter door op het Hardangerplateau. De temperaturen lagen ver onder het vriespunt. De commando’s stierven door een gebrek aan voedsel bijna de hongerdood, tot een van hen het geluk had om een rendier te schieten. Hierdoor wisten zij de winter te overleven.
De Britten hadden de Noorse commando’s opgedragen om te wachten totdat een nieuwe poging zou worden ondernomen om de productie te saboteren. Het team werd aangeduid met de codenaam Swallow. Zij werden versterkt door zes andere Noorse commando's die op 16 februari 1943 vanuit een Halifax bommenwerper waren gedropt. Mede door een sneeuwstorm duurde het meer dan vijf dagen voordat de verschillende teams contact met elkaar konden leggen. In de avond van 27 februari 1943 begon hun actie.

## De operatie
Na operatie Freshman was de bewaking verscherpt. Er waren zoeklichten rond het complex aangebracht en mijnenvelden aangelegd. Hierdoor was het moeilijker geworden om ongezien de fabriek te naderen. De enige toegangsweg vanuit het dal ging over een zwaar bewaakte hangbrug van 75 meter over een ravijn. De Duitsers dachten niet dat iemand het zou wagen om door dit ravijn te trekken. Uit een verkenning door een van de commando’s bleek echter dat deze afdaling en beklimming voor goedgetrainde commando’s te doen moest zijn. Zij besloten daarom om deze route te nemen.
Het team daalde in het ravijn af, stak de rivier over en klom aan de andere kant naar boven. Via een onbewaakte spoorlijn kwamen de saboteurs onopgemerkt het complex binnen. Een deel van de groep hield de Duitse wachtposten in de gaten. Een ander deel zou de explosieven plaatsen.
In 1942 was de Noorse directeur van de fabriek gevlucht naar Groot-Brittannië. Hij had de Britten veel informatie verschaft over de installatie. Dankzij zijn aanwijzingen wisten de commando’s dat er een kabelgoot was. Twee van hen konden via deze kabelgoot naar binnen komen. Twee anderen verschaften zich toegang door een raam in te slaan.
Eenmaal binnen werden tijdbommen geplaatst op de hogeconcentratiecellen die het zwaar water produceerden. Twee aanwezige personeelsleden werden naar een andere ruimte gedirigeerd. Om de Duitsers op een dwaalspoor te brengen werd een Amerikaans Thompson M1 machinepistool achtergelaten. De Duitsers mochten niet vermoeden dat de actie was uitgevoerd door Noren, omdat er dan represailles zouden volgen die de plaatselijke bevolking zouden treffen. Dit was ook de reden dat de Noren tijdens de uitvoering van de sabotageoperatie een Brits uniform droegen. De tactiek was succesvol, want de Duitsers zouden geen represailles nemen. Deze methode werd overigens ook in andere bezette gebieden (zoals in bezet Nederland) gebruikt door het plaatselijk verzet.
De bommen explodeerden op 28 februari om ongeveer 01:15 uur. De operatie was een succes: alle productievaten waren vernield en de aanwezige voorraad zwaar water was verloren gegaan. De productie lag enkele maanden stil. Alle teamleden wisten veilig te ontkomen. Zes leden trokken op ski's naar Zweden, een afstand van ongeveer 400 km. De anderen sloten zich aan bij het Noorse verzet. Een van hen werd later gearresteerd, maar wist te ontsnappen toen hij getransporteerd werd naar een concentratiekamp.

## De aanslag op deHydro
In november 1943 werd Vemork gebombardeerd door Amerikaanse bommenwerpers. Hoewel de fabriek weinig schade opliep, besloten de Duitsers om de productie van zwaar water te verplaatsen naar Duitsland. Zij vermoedden dat de geallieerden nieuwe aanvallen zouden uitvoeren op Vemork.
Knut Haukelid, een van de achtergebleven leden van het team dat operatie Gunnerside had uitgevoerd, verhinderde samen met twee leden van het plaatselijke verzet het transport van zwaar water vanuit Vemork naar Duitsland. Zij slopen in de nacht van 19 op 20 februari aan boord van de veerboot SF Hydro en plaatsten explosieven in de boeg. De tijdontsteking was vervaardigd van een oude wekker. De explosie vond de volgende ochtend even na 10:30 uur plaats. De veerboot zonk binnen enkele minuten naar de bodem van het meer.
Aan boord van de Hydro bevonden zich treinwagons met vaten zwaar water. Vier vaten kwamen boven drijven, doordat zij slechts voor de helft gevuld waren. De andere vaten konden niet geborgen worden door de Duitsers. Pas in 2004 lukte het om een van de vaten boven water te halen. Analyse van de inhoud toonde aan dat het vat inderdaad zwaar water bevatte, waarmee een eind kwam aan de geruchten dat het transport slechts een afleidingsmanoeuvre van de Duitsers was. De reden voor dit vermoeden lag in het feit dat de veerboot niet bewaakt werd door Duitse troepen.
Ter hoogte van de plaats waar de Hydro is gezonken bevindt zich nu een gedenkteken ter herinnering aan de verzetsdaad en de slachtoffers die bij deze actie zijn gevallen. Achttien mensen vonden de dood, waaronder acht Duitse soldaten, zeven bemanningsleden en drie passagiers. Negenentwintig passagiers werden gered, waaronder vier Duitse soldaten.

## Media
In 1948 verscheen de Noors-Franse film Kampen om tungtvannet waarin een aantal acteurs zichzelf speelde, onder wie Poulsson en Kjelstrup. In 1965 verscheen de sterk van de waarheid afwijkende Britse film The Heroes of Telemark. Als reactie hierop werd in 2003 de documentaire The Real Heroes of Telemark uitgebracht door de BBC. In 2015 werd in Noorwegen een miniserie uitgebracht, met dezelfde naam als de film uit 1948, waarin het verhaal opnieuw werd verteld. In het Engels wordt deze serie aangeduid als The Heavy Water war en The Saboteurs. In 2010 wijdde de Zweedse Power Metal Band Sabaton het nummer genaamd Saboteurs aan de operatie.